# Vandenboschia rupestris
Vandenboschia rupestris là một loài dương xỉ trong họ Hymenophyllaceae. Loài này được Raddi Ebihara & K. Iwats. mô tả khoa học đầu tiên năm 2006.